# Amblycorypha carinata
Amblycorypha carinata är en insektsart som beskrevs av Rehn, J.A.G. och Morgan Hebard 1914. Amblycorypha carinata ingår i släktet Amblycorypha och familjen vårtbitare. Inga underarter finns listade i Catalogue of Life.